# المغامرات الإضافية لروبنسون كروزو
المغامرات الإضافية لروبنسون كروزو (بالإنجليزية: The Farther Adventures of Robinson Crusoe)‏ (ويتفاوت اسم النشر أحيانا بين كلمتي Farther وFurther) هي رواية بقلم دانيال ديفو، ونشرت لأول مرة في عام 1719. وكما الحال في سابقتها الشهيرة، روبنسون كروزو (1719)، فإن الطبعة الأولى تنسب المؤلف إلى بطل الرواية الخيالي روبنسون كروزو. وقد نشرت تحت عنوان أصلي أطول بكثير: «المغامرات الإضافية لروبنسون كروزو؛ كونها الجزء الثاني والأخير من حياته، وعن السجلات المفاجئة والغريبة عن أسفاره حول ثلاثة أجزاء من الكرة الأرضية». ورغم أن ديفو قصد أن تكون هذه آخر حكايات كروزو، فقد تبعتها رواية ثالثة وأخيرة بعنوان تأملات روبنسون كروزو (1720).
يعتقد أن القصة مقتبسة جزئيا على مذكرات آدم براند سكرتير سفارة موسكو في تفصيله لرحلة السفارة من موسكو إلى بكين في الفترة من 1693 إلى 1695.